# Cryphia perlina
Cryphia perlina är en fjärilsart som beskrevs av Otto Staudinger 1901. Cryphia perlina ingår i släktet Cryphia och familjen nattflyn. Inga underarter finns listade i Catalogue of Life.